# Rozhledna na Vladzické hoře
Rozhledna na Vladzické hoře (polsky Wieża widokowa na Włodzickiej Górze) se nachází na stejnojmenné hoře v okrese Kladsko Dolnoslezském vojvodství v Polsku, ve Vladzické vrchovině (polsky Wzgórza Włodzickie), jejíž nejvyšší vrchol sahá do výše 758 m n. m.Obdobná vyhlídková věž se také nachází na hoře Všech svatých (Góra Wszystkich Świętych), v sousedství Nowe Rudy, ta je veřejnosti přístupná.

## Historie
Rozhledna byla postavena v roce 1927. Nachází se ve Vladzické vrchovině, v Dolnoslezském vojvodství, okrese Kladsko. Ve své době se jednalo o věž ve tvaru šestiúhelníku, ne jejímž vrcholu spočívala zastřešená vyhlídková terasa. Na čtvercovém půdorysu v přízemí věže se nacházela i prodejna s občerstvením. Od roku 1934 nesla jméno německého polního maršála Paula von Hindenburga (Hindenburgturm). Na svahu hory se také nacházejí zbytky základů budov, které sloužily pro nakládku kamene z nedalekého lomu. Přestože tato věž je dnes ruinou představující nebezpečí pro chodce a turisty, je jednou z několika věží v okolí, dalšími jsou: Rozhledna na Velké Sově, Rozhledna na Kalenici, Rozhledna na hoře Všech svatých, Rozhledna na hoře svaté Anny.

## Přístup
Na vrchol hory se lze dostat po zelené turistické značce z Kościelece, která pokračuje na vrchol Sovích hor.

## Galerie

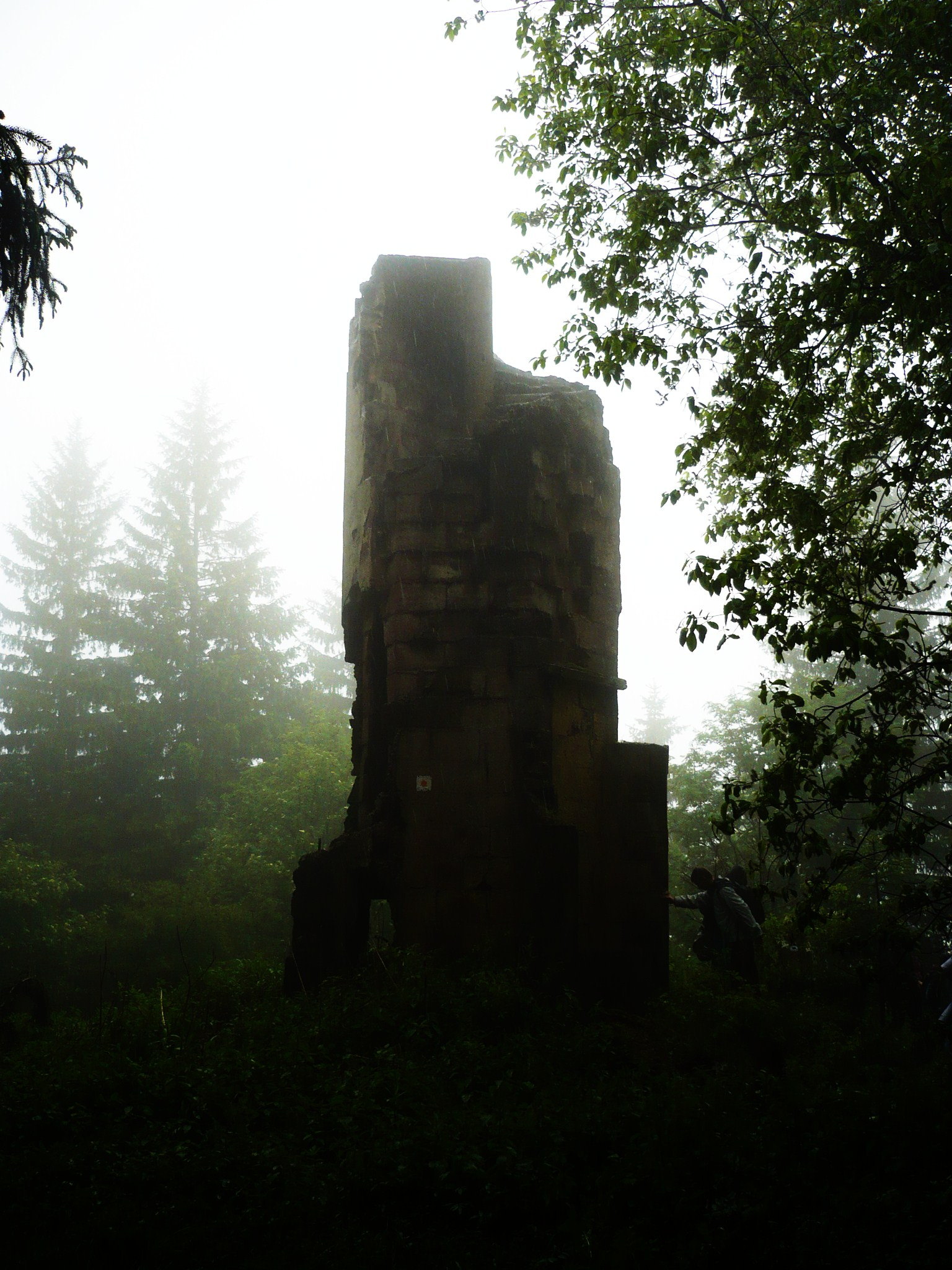
Pohled na ruinu vyhlídkové věže
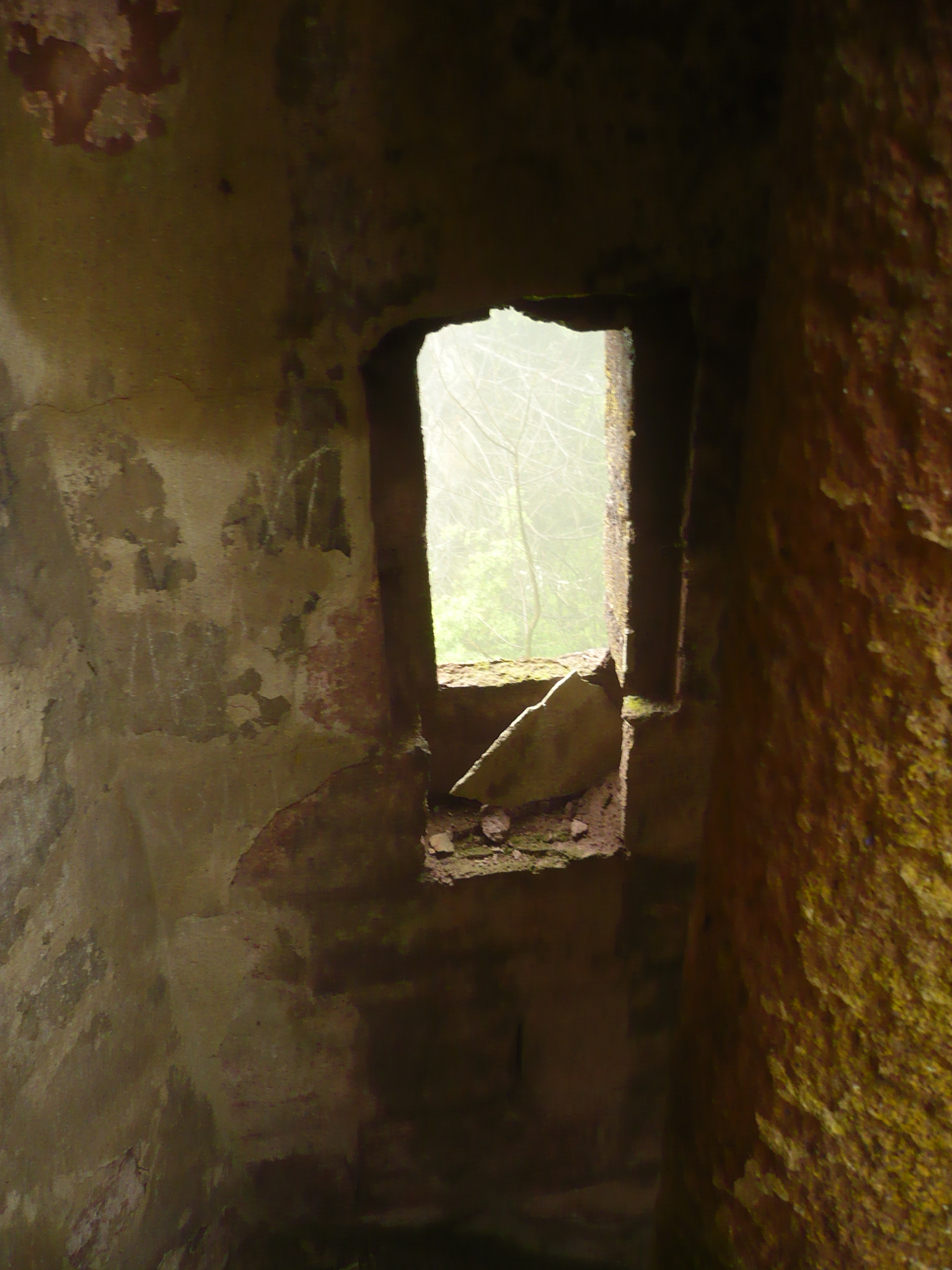
Detail věže
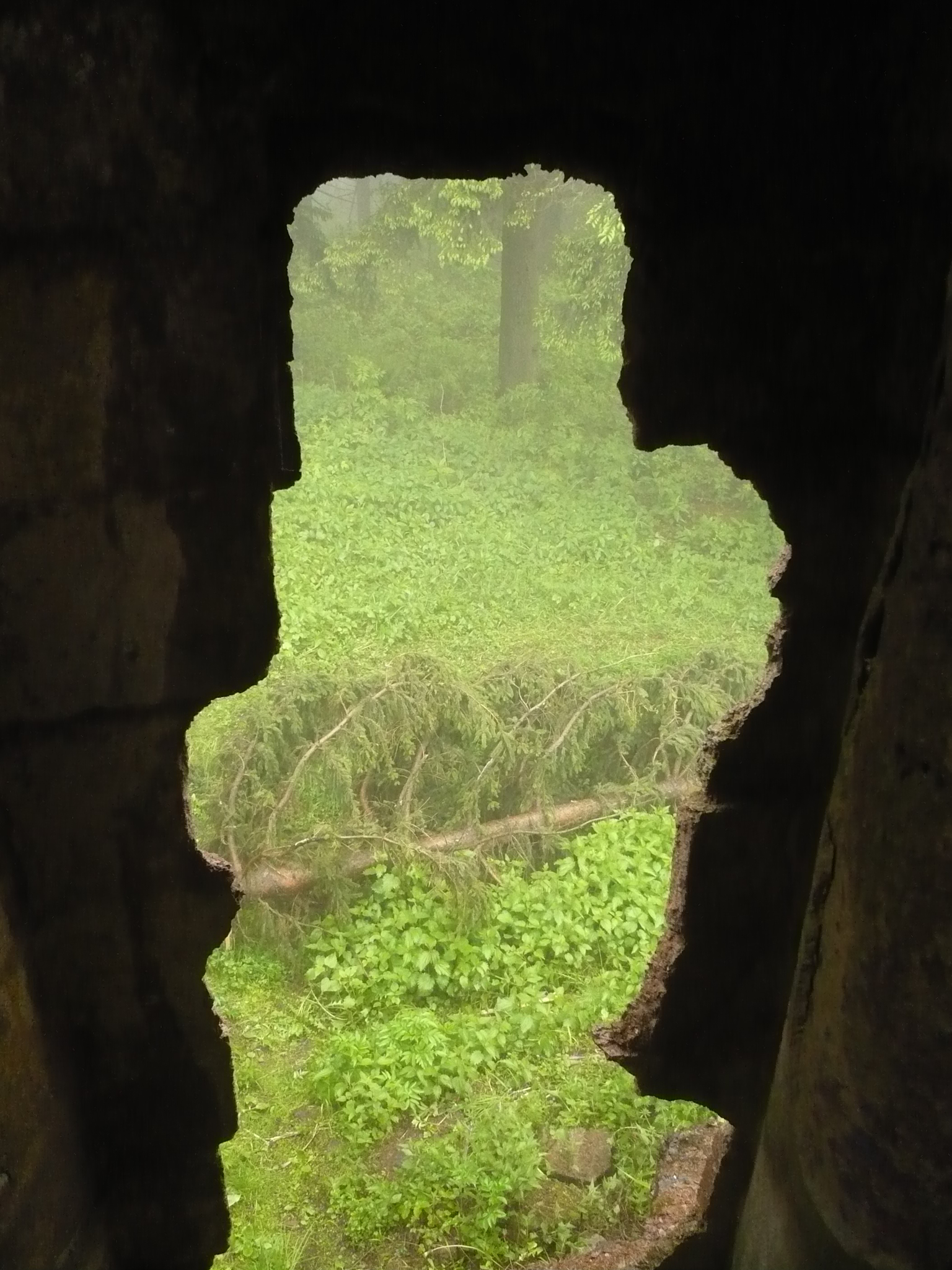
Detail věže
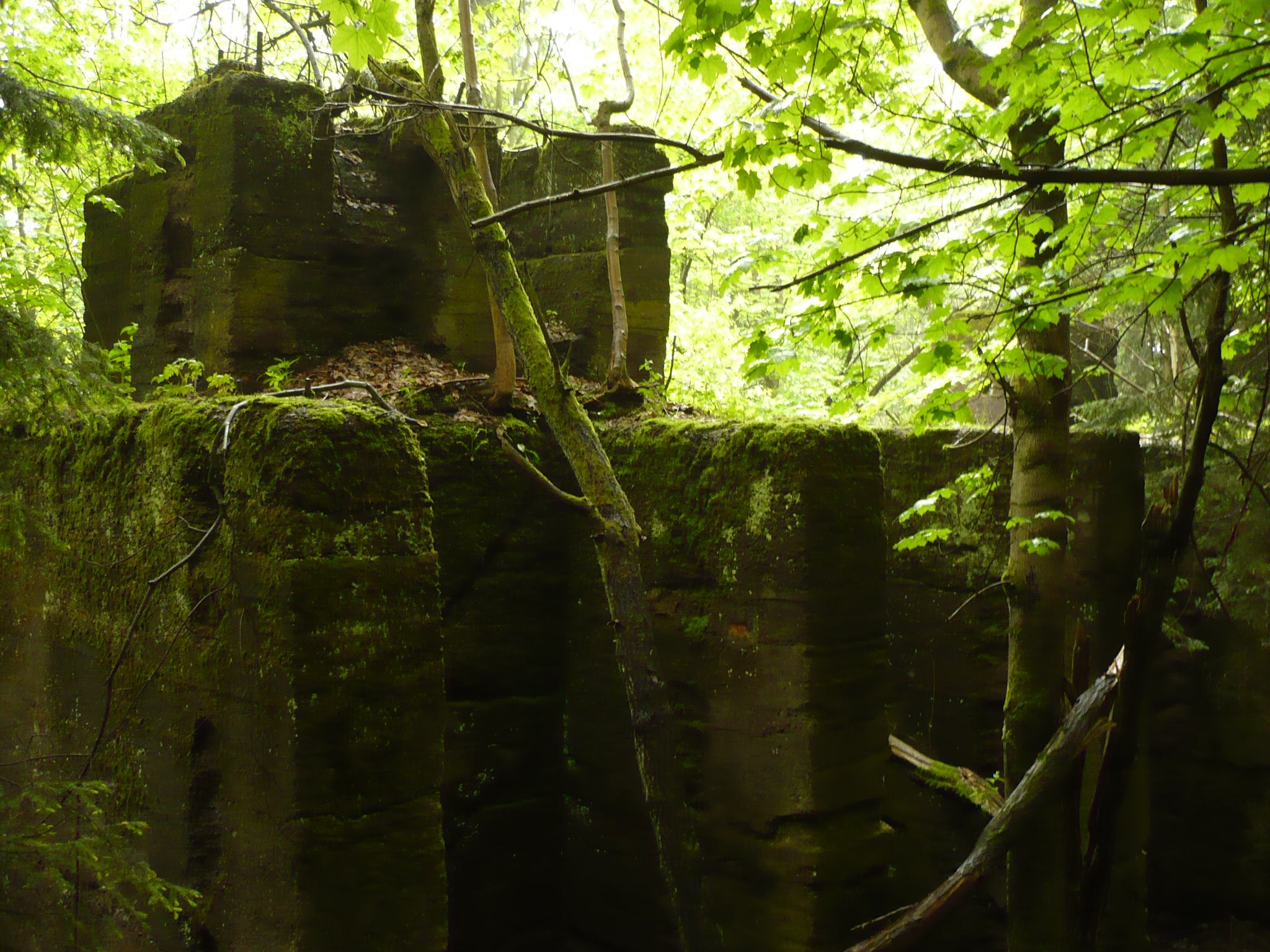
Zbytky základů budov, které sloužily pro nakládku kamene z nedalekého lomu
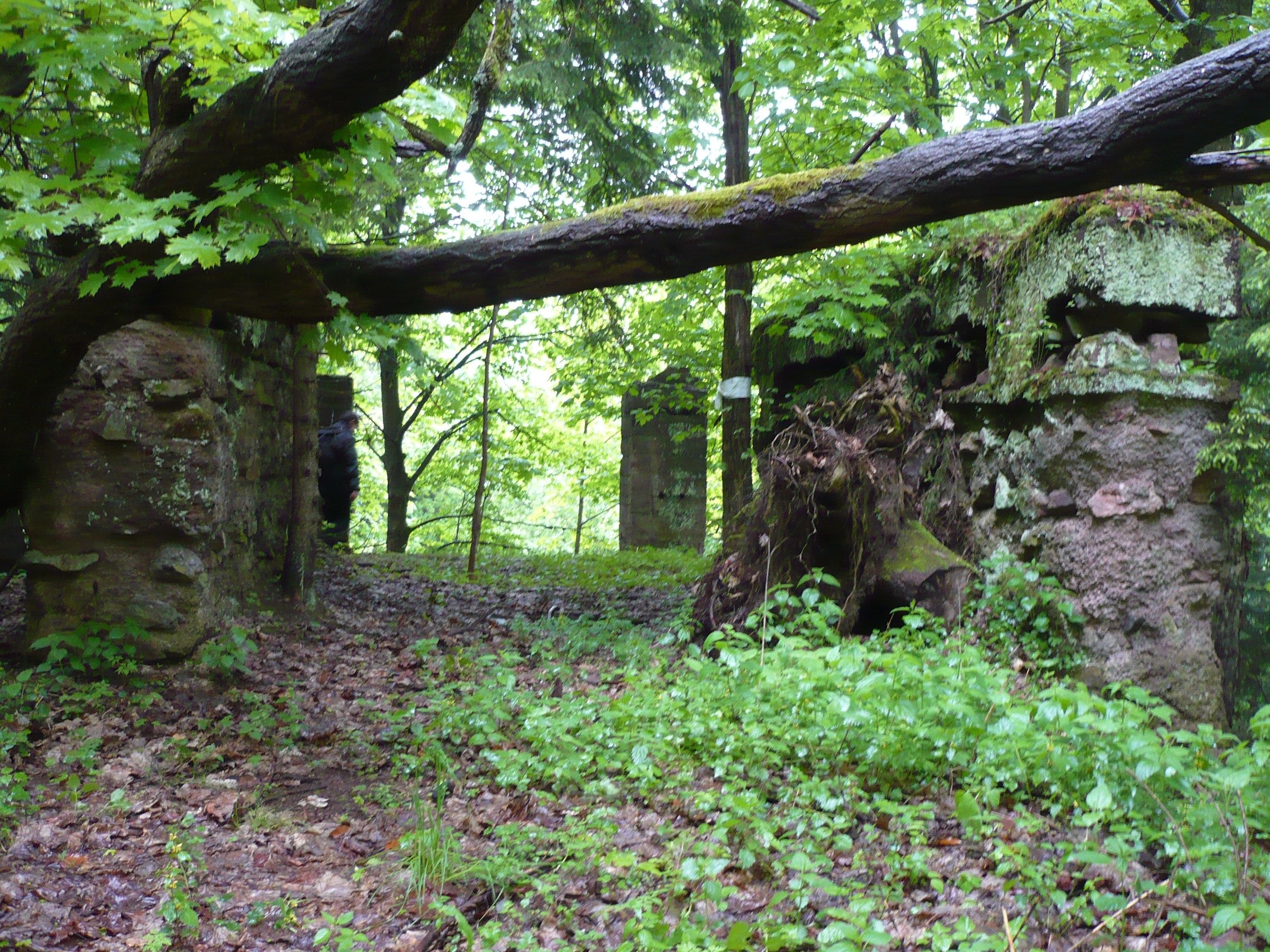
Zbytky základů budov, které sloužily pro nakládku kamene z nedalekého lomu
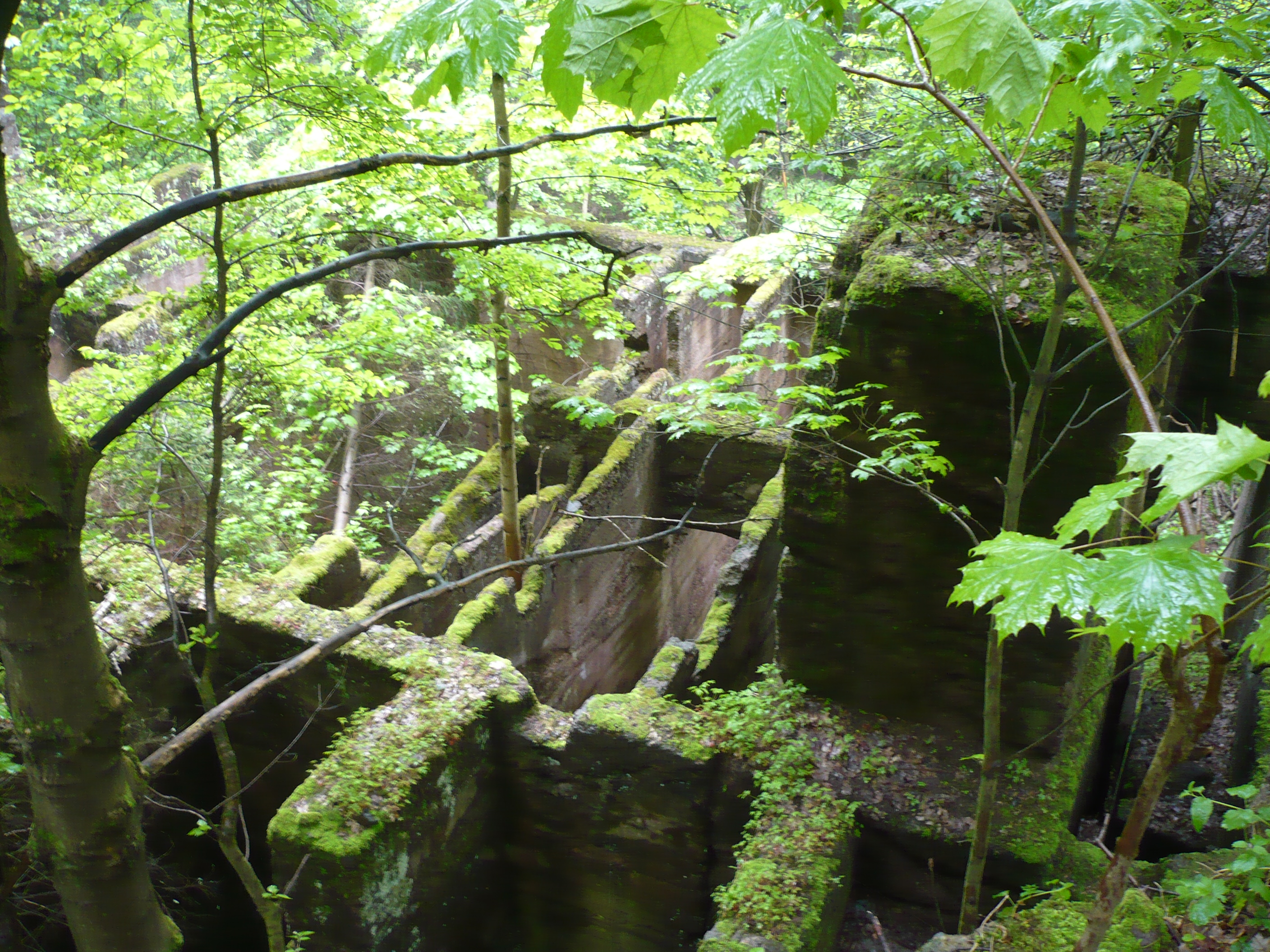
Zbytky základů budov, které sloužily pro nakládku kamene z nedalekého lomu